# I24news
i24news è un canale televisivo israeliano all-news satellitare e internazionale con sede al porto di Giaffa, Tel Aviv. i24news trasmette in inglese, francese e arabo. Il proprietario è Patrick Drahi e l'amministratore delegato è Frank Melloul, che in precedenza aveva giocato un ruolo fondamentale in Guysen TV, un canale televisivo israeliano in francese.

## Storia
Frank Melloul ha detto che uno dei suoi obiettivi per i24news è quello di cambiare il "punto di vista internazionale su Israele ed il Medio Oriente" come possibile alternativa ad Al Jazeera. Anche se i24news non avrebbe ricevuto alcun finanziamento da parte del governo israeliano, Frank Melloul ha detto che sarebbe una priorità di i24news quella di combattere contro tutti i pregiudizi, l'antisemitismo e l'ignoranza riguardo a Israele ed il Medio Oriente con i fatti, le news e molte "diversità". La sua principale missione è quella di riportare tutte le attualità ebraiche e israeliane senza pregiudizi e, secondo i portavoce, i24news (come Jewish News One, Jewish Life Television e Guysen TV) ha la possibilità di ottenere questo risultato perché è un'organizzazione indipendente, senza scopo di lucro, e che non dipende da alcuna nazione, governo o partito politico. Lo slogan utilizzato da i24news è "Vedere oltre".
i24news era originariamente previsto per iniziare a trasmettere il 1º luglio 2013, ma è stato ritardato a causa di problemi tecnici. È andato in diretta dal 17 luglio del 2013. Da martedì 12 novembre 2013 i24news è disponibile anche su Sky, in lingua inglese, sul canale 537 della piattaforma satellitare.

## Distribuzione
i24news è attualmente solo disponibile al di fuori di Israele. Patrick Drahi ha richiesto direttamente al primo ministro israeliano Benjamin Netanyahu di consentire a i24news di andare anche in onda in Israele. Ma i24news ha recentemente firmato accordi per essere trasmesso anche in Germania e in Svizzera su Kabel Deutschland e Swisscom TV. i24news ha aperto le proprie trasmissioni a febbraio del 2017 anche dalla sede americana di New York.
I programmi sono in live streaming da Times Square oltre ad avere la sede centrale a Washington. Ci sono approssimativamente circa 50 giornalisti che lavorano nelle due sedi che collaborano attivamente con la sede centrale a Giaffa. A novembre del 2017, il canale news viene trasmesso a livello nazionale. I primi giornalisti e produttori ad essere assunti, sono stati Michelle Makori, David Shuster e Dan Raviv un veterano della televisione americana, con più di 40 anni di esperienza alla CBS News.

## Programmazione
Tutti i telegiornali di i24news sono mostrati giornalmente negli Stati Uniti anche sul canale televisivo Jewish Life Television.
Channel 2 prime time news è trasmesso regolarmente su i24news.
i24news è attualmente offerto in Francia, Belgio, Lussemburgo, Polonia, Portogallo, Italia, Indie Occidentali e in Africa. Il canale i24news è disponibile anche in streaming dal vivo sul suo sito web in inglese, francese e arabo.